# Marburger Religionsgespräch
Das Marburger Religionsgespräch 1529 war ein Teil der theologischen Auseinandersetzung zwischen dem lutherischen und reformierten Zweig der Reformation.

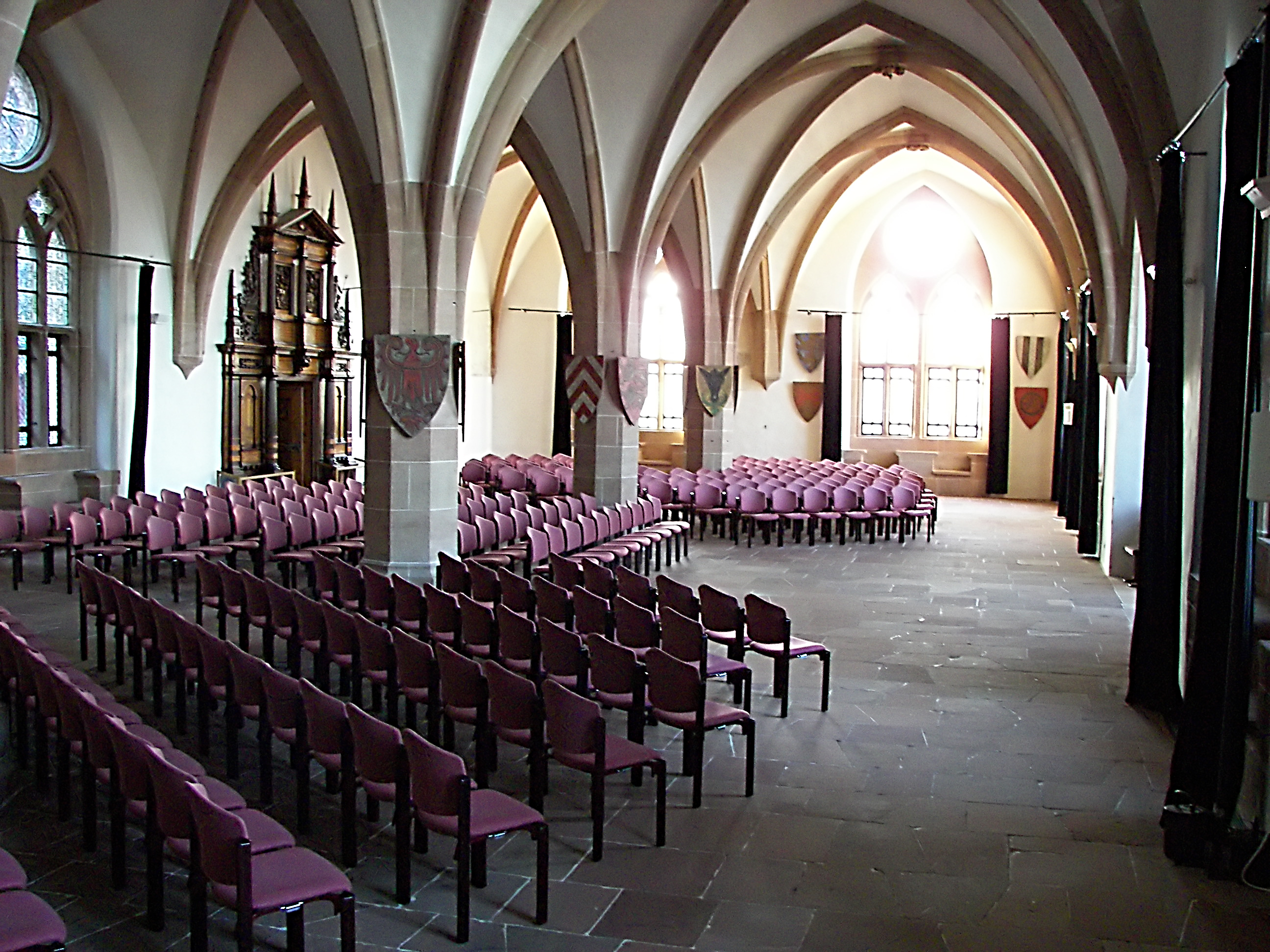
Wahrscheinlich fand im Fürstensaal des Marburger Schlosses das vom Landgraf Philipp dem Großmütigen einberufene Marburger Religionsgespräch zwischen Luther, Zwingli und weiteren Theologen statt.

 Es führte zu den 15 Marburger Artikeln, einer Zusammenstellung von Bekenntnisaussagen, die am Montag, den 4. Oktober 1529 publiziert wurden.

## Geschichtlicher Hintergrund, Zusammenhänge
Das Marburger Religionsgespräch fand vom 27. September bis zum 4. Oktober 1529 auf Einladung des Landgrafen Philipp des Großmütigen auf dem Marburger Schloss statt. Er hatte im Jahre 1526 auf der Homberger Synode die Reformation in seinem Territorium eingeführt. 1527 gründete er die Universität in Marburg; dies war die erste protestantische Hochschulgründung.
Der hessische Landgraf betrieb eine antihabsburgische Bündnispolitik mit dem Ziel, Württemberg den Habsburgern zu entreißen und den vertriebenen Herzog Ulrich von Württemberg, den er an seinem Hof aufgenommen hatte, in Stuttgart zu restituieren. Dass auf dem Reichstag zu Speyer 1529 das Wormser Edikt bestätigt worden war, eröffnete Philipp neue Bündnisoptionen. Der harte Reichstagsabschied war Anlass für die Protestation zu Speyer am 19. April 1529. Mehrere protestierende Reichsstände schlossen sich daraufhin in der Speyrer Konvention zu einem provisorischen Bündnis zusammen: Philipp von Hessen, Kurfürst Johann von Sachsen und die Städte Straßburg, Nürnberg und Ulm. Damit hatte Philipp erste Bündnispartner im Südwesten, was für einen möglichen Vorstoß nach Württemberg sehr wichtig war. Wahrscheinlich war es Herzog Ulrich, der den Kontakt Philipps mit Ulrich Zwingli herstellte. Die antihabsburgische Ausrichtung des Zürcher Reformators war Philipp mindestens ebenso wichtig wie dessen theologische Positionen. Mit einem Schreiben vom 22. April lud er Zwingli zu einem Religionsgespräch nach Marburg ein. Insbesondere um die Bedeutung des Abendmahls gab es seit spätestens 1527 einen heftigen Streit zwischen Martin Luther und Ulrich Zwingli, der von Seiten Luthers als kirchentrennend angesehen wurde (Abendmahlsstreit). Das Gespräch in Marburg sollte diesen Streit beilegen. Schon im Mai hatte Zwingli dem Landgrafen schriftlich zugesagt, und anscheinend hatte auch Philipp Melanchthon mündlich Interesse bekundet, nahm das aber wegen Luthers Widerstand zurück. Melanchthon versuchte, das Marburger Religionsgespräch dadurch zu verhindern, dass er den sächsischen Kurfürsten bat, den Wittenberger Theologen die Teilnahme zu untersagen, was dieser aber nicht tat. Philipp blieb mit seinem Wunsch beharrlich und erhielt am 22. Juni Melanchthons Zusage, in Marburg mit dem Baseler Reformator Johannes Oekolampad zu diskutieren. Einen Tag später sagte auch Luther zu, wenn es denn sein müsse, dem Landgrafen diesen „verlornen (als ich sorge), villeicht auch uns ferlichen dienst zu leisten.“

## Inhalt der Diskussion
Die Wittenberger Gruppe bestand neben Luther und Melanchthon aus folgenden weiteren offiziellen Delegierten: Justus Jonas der Ältere aus Wittenberg, Andreas Osiander aus Nürnberg, Johannes Brenz aus Schwäbisch Hall und Stephan Agricola aus Augsburg. Die Schweizer-Straßburger Gruppe bestand aus Zwingli, Johannes Oekolampad aus Basel, sowie den Straßburgern Martin Bucer und Caspar Hedio. Sie trafen am 27. September ein, die Wittenberger am 30. September und die süddeutschen Lutheraner Brenz, Agricola und Osiander am 2. Oktober. Alle wurden auf dem Landgrafenschloss in Marburg untergebracht, wo auch die Gespräche stattfanden. Es gab eine Reihe interessierter Zuschauer, darunter Herzog Ulrich von Württemberg. Auch der hessische Landgraf war anwesend und machte dadurch sein Interesse an einer Einigung deutlich.
1. Oktober: „Die hessische Regie ließ die beiden Parteihäupter nicht sofort aufeinander treffen, sondern Zwingli sprach mit Melanchthon und Luther mit dem grundgelehrten Oekolampad.“
Das eigentliche Gespräch über die Abendmahlslehre wurde an zwei Tagen (2./3. Oktober) in einem Privatgemach des Landgrafen in dessen Anwesenheit und vor ausgewähltem Publikum bestritten. Dabei saßen Luther und Melanchthon Zwingli und Oekolampad an einem Tisch gegenüber. Der hessische Kanzler Johann Feige eröffnete diese Gesprächsrunde am 2. Oktober morgens um sechs Uhr. Zunächst redete Luther und hielt Zwingli zahlreiche Irrtümer vor. Man beschloss, das Gespräch auf die Abendmahlsfrage einzugrenzen. Luther formulierte das Thema so: Zwingli bestreite aus Vernunftgründen die wahre Gegenwart Christi in den eucharistischen Elementen; dagegen stehe der Wortlaut des biblischen Einsetzungsberichts. Das folgende Gespräch, zu dem Melanchthon kaum etwas beitrug, ging zunächst um den biblischen Text und das Verhältnis von geistlichem und leiblichem Essen. Oekolampad bestritt mit Berufung auf Joh 6,63 , dass im Bibeltext ein leibliches Essen gemeint sei. Luther lehnte die Alternative leibliches/geistliches Essen ab; durch die Kraft des Wortes Gottes finde beides zugleich statt. Am Nachmittag brachten Zwingli und Oekolampad das Problem vor, wie der Leib Christi zugleich (nach Christi Himmelfahrt) zur Rechten Gottes des Vaters im Himmel und an vielen Orten auf Erden auf den Altären sein könne. Luther hatte mit Kreide zuvor die biblischen Worte „Das ist mein Leib“ auf die Tischplatte geschrieben; während der Diskussion schlug er plötzlich das Tischtuch zurück und zeigte diesen Text. Die Schweizer überzeugte er damit nicht.
Am 3. Oktober wurde über die Texte der Kirchenväter zum Thema Abendmahl diskutiert. Am Nachmittag gab es auf einmal ein Einlenken, indem jemand (Luther oder Oekolampad, die Quellen sind hier uneindeutig) vorschlug, die Sakramente als „Zeichen oder heilige Symbole“ zu verstehen. Eine Einigung schien aber nicht möglich. Am Abend schlugen die Wittenberger folgende Kompromissformel vor: Im Abendmahl sei Leib und Blut Christi „warhaftiklich, hoc est: substantive et essentialiter, non autem quantitative vel qualitative vel localiter“ gegenwärtig. Die Schweizer lehnten ab. Ein Vermittlungsversuch Bucers am 4. Oktober blieb erfolglos. Die Schweizer schlugen vor, dass man trotz der Unterschiede in der Abendmahlslehre Kirchengemeinschaft haben und sich gegenseitig als christliche Brüder anerkennen könnte; die Lutheraner lehnten das ab. Als das Gespräch gescheitert war, forderte Landgraf Philipp, wenigstens eine Bestandsaufnahme über die Konsenspunkte aufzustellen. Unter Benutzung der Schwabacher Artikel verfasste Luther daraufhin die Marburger Artikel. Sie stellten einen Konsens zwischen den beiden Richtungen in 14 Artikeln fest. Darüber hinaus konnte die Ablehnung der altgläubigen Kirche festgestellt werden. Der 15. Artikel beschäftigte sich mit dem Abendmahl. Zwar waren beide Seiten gegen die Lehre von der Transsubstantiation und für die Beibehaltung des Laienkelches. Die unterschiedliche Auffassung vom Wesen des Abendmahls blieb aber unversöhnlich bestehen; insbesondere die Frage der Realpräsenz.
Aber für Zwingli war das Abendmahl eine Bekenntnishandlung der Gemeinde, für Luther war Christus beim Abendmahl real gegenwärtig; Abendmahlsstreit. Die Realpräsenz wurde von Martin Luther aufrechterhalten, während Ulrich Zwingli ein symbolisches Verständnis lehrte. Damit ging der Abendmahlsstreit weiter. Beide Parteien sahen keine Möglichkeit, sich zu einigen. Sie gingen in diesem Dissens auseinander und hofften auf gegenseitiges Verständnis und die Hilfe Gottes für das richtige Verständnis des Abendmahls.
Das Marburger Religionsgespräch war das erste einer Reihe von vielen lutherisch-reformierten Abendmahlsgesprächen.
|  |  | - Die Disputanten - Martin Luther - Huldrych Zwingli | - Weitere Teilnehmer (Auswahl) - Philipp Melanchthon - Johannes Oekolampad - Martin Bucer - Kaspar Hedio - Justus Jonas - Andreas Osiander - Johannes Brenz - Stephan Agricola |

## Nachwirkungen

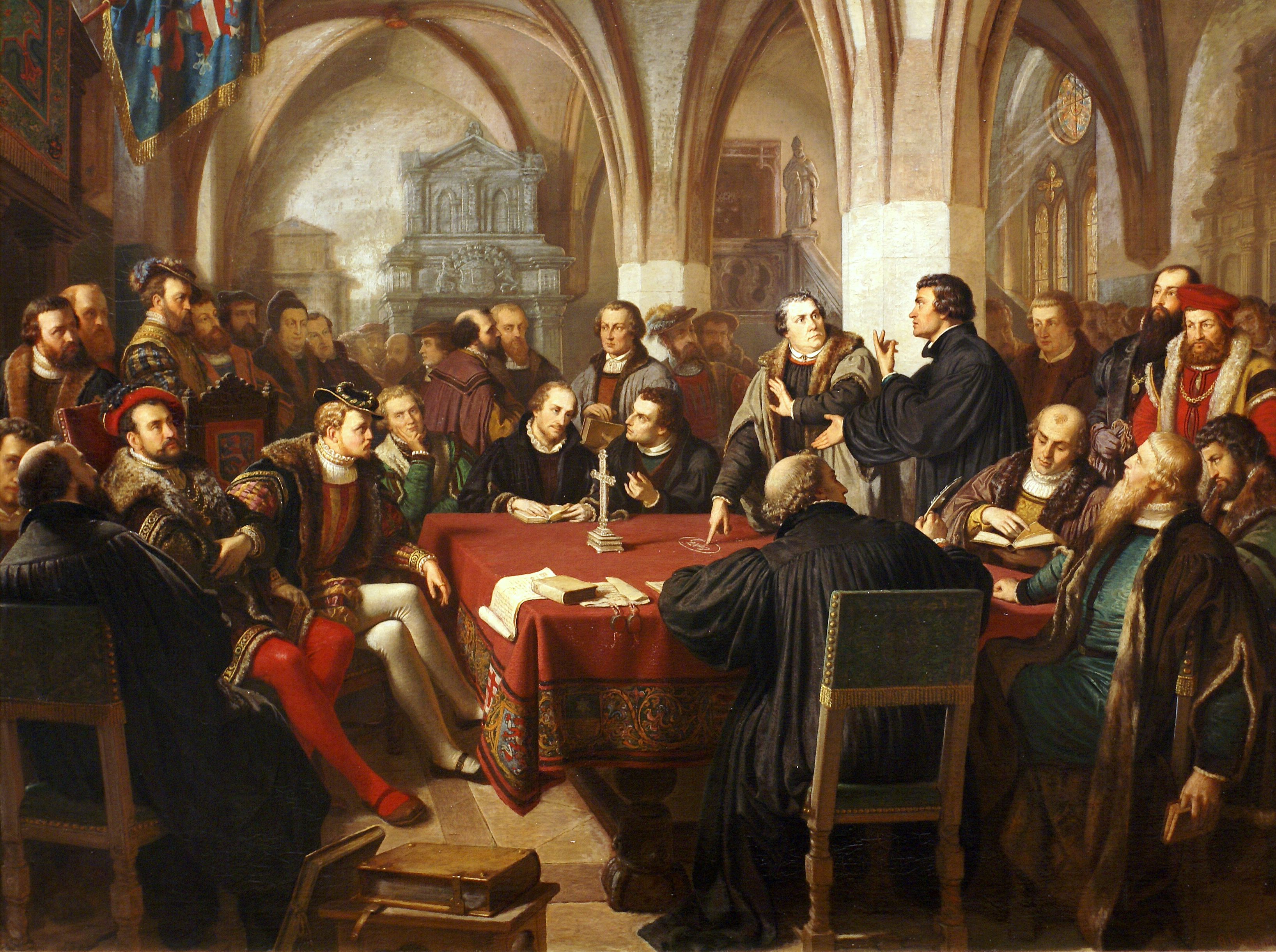
„Religionsgespräch zu Marburg“ (1867 von August Noack), eine künstlerisch grafische Interpretation des 19. Jahrhunderts

Das Religionsgespräch gilt als der Zeitpunkt, seitdem die lutherische und die schweizerische (reformierte) Reformation endgültig getrennt sind. Damit blieb den Schweizer protestantischen Kantonen der Beitritt zum 1531 gegründeten Schmalkaldischen Bund der evangelischen Territorien Deutschlands verwehrt. Zwar gab es über die Jahrhunderte immer wieder neue Versuche der Annäherung, doch erst die Leuenberger Konkordie von 1973 brachte eine Überwindung der gegenseitigen Lehrverurteilungen in der Abendmahlslehre und machte den Weg zur Kirchengemeinschaft frei. In den späteren lutherisch-reformierten Gesprächen spielten weder die Marburger Artikel noch die Gegenstände des eigentlichen Gesprächs eine größere Rolle. Zwar stand die erste Gesprächsrunde zwischen lutherischen und reformierten Theologen in den USA 1962–1966 unter dem Thema „Marburg Revisited“, doch wurde auch hier ein viel größeres Themenspektrum behandelt.
Der Einzug der Reformatoren ist auf den Wandgemälden der alten Aula der Philipps-Universität Marburg dargestellt. Daneben gibt es Werke verschiedener Künstler, etwa des hessischen Historienmalers August Noack, die sich mit dem Thema befassen. Im Landgrafenschloss befindet sich ein Gemälde von der Sitzung.